# Bršno
Bršno (en serbe cyrillique: Бршно) est un village de l'ouest du Monténégro, dans la municipalité de Nikšić.

## Démographie

### Évolution historique de la population
| 1948 | 1953 | 1961 | 1971 | 1981 | 1991 | 2003 |
| ---- | ---- | ---- | ---- | ---- | ---- | ---- |
| 410  | 472  | 447  | 397  | 323  | 221  | 191  |